# 米特爾布施巴赫河

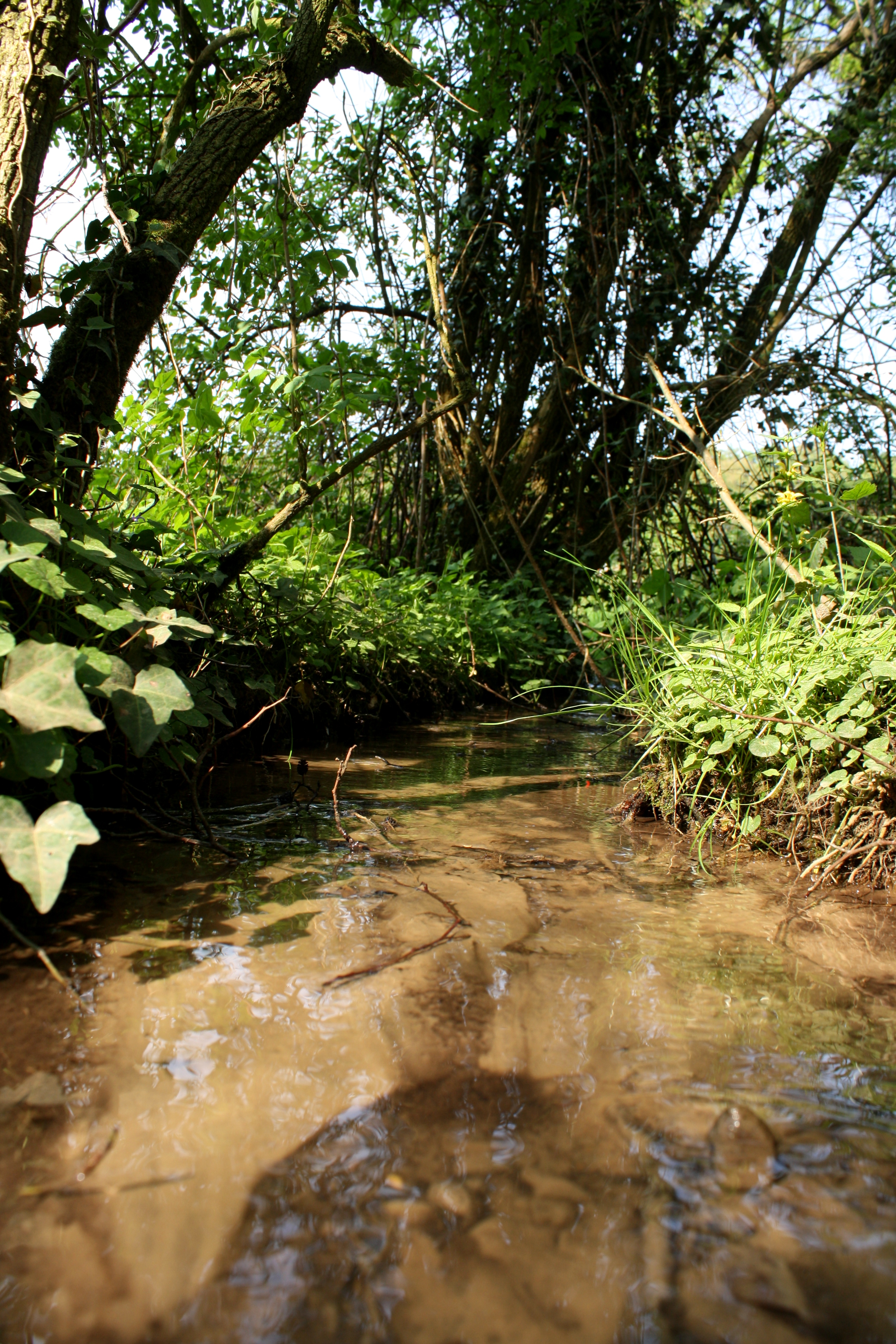
米特爾布施巴赫河

51°1′36″N 7°5′5″E / 51.02667°N 7.08472°E
米特爾布施巴赫河（德語：Mittelbuschbach），是德國的河流，位於該國西部，處於北萊茵-威斯特法倫州，屬於丁恩河的支流，河道全長0.9公里，流域面積0.4平方公里。